# Boris Cazacu
Boris Cazacu (n. 15 ianuarie 1919, Chișinău, România – d. 24 august 1987, București, România) a fost un lingvist și filolog român, membru corespondent al Academiei Române, profesor la Facultatea de Litere din București și cercetător științific.
A fost directorul Centrului de cercetări fonetice al Academiei Republicii Socialiste România.

## Distincții
- Ordinul „23 August” clasa a III-a (10 august 1964) „pentru merite deosebite în opera de construire a socialismului, cu prilejul celei de a XX-a aniversări a eliberării patriei”[2]
- Ordinul „Meritul Științific” clasa a III-a (26 septembrie 1966) „pentru merite deosebite în activitatea științifică, cu prilejul Centenarului Academiei Republicii Socialiste România”[3]
- Ordinul „Steaua Republicii Socialiste România” clasa a III-a (20 aprilie 1971) „pentru merite deosebite în opera de construire a socialismului, cu prilejul aniversării a 50 de ani de la constituirea Partidului Comunist Român”[4]